# Jean-Hugues Anglade
Jean-Hugues Anglade (nacido el 29 de julio de 1955) es un actor, director de cine y guionista francés. Es mayormente conocido por trabajar en ambas películas de Luc Besson; Nikita y Subway del género cinéma du look. 
En 1995, obtuvo el César al mejor actor secundario por interpretar a Carlos IX de Francia en La reine Margot.

## Vida personal
Anglade nació en Thouars , Deux-Sèvres , Poitou-Charentes , Francia. Su padre era veterinario y su madre trabajadora social.
El 21 de agosto de 2015, Anglade era un pasajero a bordo del tren Thalys con destino a París que sufrió un intento de ataque. Sin embargo, el agresor fue sometido por otros pasajeros. El evento resultó en lesiones a cuatro pasajeros, incluido Anglade.  Se cortó la mano al romper el cristal de la alarma de emergencia.

## Premios y nominaciones
- (1984)César al mejor actor revelación por El herido - Nominado
- (1986)César al mejor actor secundario por Subway - Nominado
- (1987)César al mejor actor por 37°2 le matin - Nominado
- (1987)César al mejor actor por Nocturno Indio - Nominado
- (1995)César al mejor actor secundario por La reine Margot - Ganador
- (1996)César al mejor actor secundario por Nelly y Monsieur Arnaud - Nominado
- (2010)César al mejor actor secundario por Persecución - Nominado
- (2019)César al mejor actor secundario por Le Grand Bain - Nominado